# Paekna
Paekna är en ort i Estland. Den ligger i Kiili kommun och i landskapet Harjumaa, i den västra delen av landet, 19 km söder om huvudstaden Tallinn. Paekna ligger 47 meter över havet och antalet invånare är 133.
Terrängen runt Paekna är mycket platt, och sluttar norrut. Runt Paekna är det ganska glesbefolkat, med 25 invånare per kvadratkilometer. Närmaste större samhälle är Tallinn, 18,9 km norr om Paekna. Omgivningarna runt Paekna är en mosaik av jordbruksmark och naturlig växtlighet.